# 下田温泉 (熊本県)

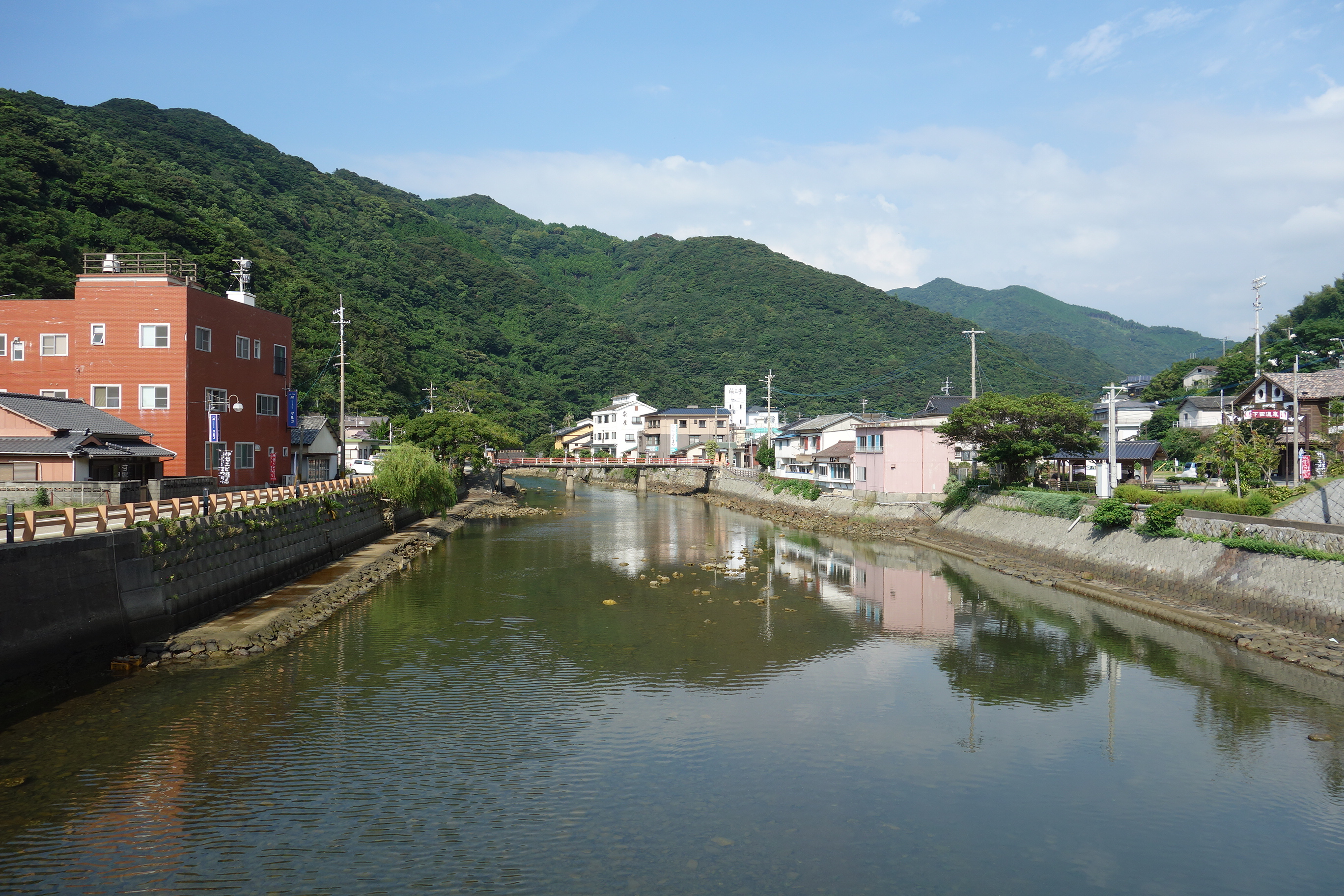
下田温泉街

下田温泉（しもだおんせん）は、熊本県天草市（旧国肥後国）にある温泉である。
地名を冠して天草下田温泉と呼んでいて、現在でも天草を付けて呼称するが、正式名は下田温泉で、地元やその他関係機関でも、天草を付けない下田温泉で統一している。

## 概要
地下250mまで掘削し湧出している。温泉の湧出機構は当地域の断層と地下の地層（姫浦層群）にみられる下田背斜とよばれる構造に密接な関係があるとされている。熱源の多くは地熱によるもので、それに加えてこの地域に分布する貫入岩類からもあるとされている。

## 泉質
- ナトリウム炭酸水素塩・塩化物泉。泉温51.3℃、pH値7.84[3]。
- 切り傷・火傷・神経痛・関節筋肉痛・五十肩・痔疾・冷え性・慢性皮膚病・うちみ・くじき・疲労回復・健康増進に効能があるとされている[3]。また、飲用すると痛風などにも良いとされている[4]。

## 温泉街
下津深江川の河口近くに温泉街が広がる。旅館などが14軒存在しており、共同浴場は「白鷺館」の1軒だが、設備的には日帰り入浴施設に近い。

## 歴史
温泉の発見は建武中興（1334年 - 1335年頃）と伝えられている。開湯伝説によれば、下津深江川のほとりに白鷺が傷を癒しているところを発見したとされる。白鷺に因む開湯伝説を持つ温泉地は、他にも下呂温泉、湯田川温泉、湯来温泉などがある。
大正時代までは河原に自然湧出していた。1963年4月23日には、厚生省告示第203号により天草下田温泉として国民保養温泉地に登録されている。

## アクセス
- 熊本桜町バスターミナル・熊本駅より九州産交バスあまくさ号に乗車し「本渡バスセンター」下車。九州産交バス下田温泉ゆきに乗り換え「下田温泉」下車。
- 九州自動車道松橋インターチェンジより92㎞。